# Groupie

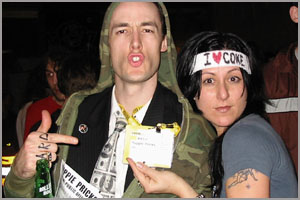
Groupie se zpěvákem americké skupiny Yuppie Pricks Trevorem Middletonem

Groupie je ironické označení pro mladou ženu, která se pohybuje v prostředí rockových koncertů, přičemž se spíše než o hudbu samotnou zajímá o navazování intimních vztahů s celebritami. Výraz je odvozen od anglického výrazu pro hudební skupinu „group“ a používá se od roku 1965, v českém prostředí se ujal také termín „muzikantské Lidušky“, odvozený od stejnojmenné povídky Vítězslava Hálka, který použil František Ringo Čech v knize Z mého života (1983).
Party groupies vyrážely na turné oblíbených skupin, vyvolávaly hysterické scény a snažily se proniknout do zákulisí. Většina z nich posloužila hudebníkům k jednorázovému sexu, některé však s nimi navázaly dlouhodobější vztah a jako takzvané „road wives“ (cestovní manželky) poskytovaly svým partnerům na cestách různé praktické služby, aby se mohli soustředit na hraní; tyto vztahy občas skončily i manželstvím. Odeznění sexuální revoluce a rozšíření nemoci AIDS v osmdesátých letech vedlo k úpadku groupies.
Mediálně známými groupies byly Pamela Des Barres (autorka vzpomínkové knihy I'm with the Band: Confessions of a Groupie), Connie Hamzy, Lori Maddox, Sable Starr nebo Nancy Spungen. Frank Zappa zapojil groupies do své tvorby, když z nich sestavil hudební skupinu The GTOs (zkratka slov „Girls Together Outrageously“ – „Dívky nemravně pohromadě“). Jako zpěvačka se prosadila také Bebe Buell, matka Liv Tyler. Fenoménem groupies se zabývá řada filmů (Hraje skupina Spinal Tap, Rockerky, Na pokraji slávy nebo Povinně nezadaný) nebo písní, např. „Apple Scruffs“ George Harrisona, „Groupie“ Delaney & Bonnie a „Star Star“ od Rolling Stones.